# 鼻筋群
鼻筋群（びきんぐん）は頭部の浅頭筋のうち、鼻周囲にかけての筋肉の総称。筋肉の一方が皮膚で終わっている皮筋である。
人間の鼻筋群は、鼻筋、鼻中隔下制筋によって構成される。